# Loveridgea phylofiniens
Loveridgea phylofiniens — вид плазунів з родини амфісбенових (Amphisbaenidae). Мешкає в Танзанії. Вид названий на честь британського натураліста Константіна Джона Філіпа Іонідеса.

## Поширення і екологія
Loveridgea ionidesii відомі з типової місцевості, розташованої в околицях міста Уджіджі, на східному узбережжі озера Танганьїка. Ведуть денний, риючий спосіб життя.